# Bajofondo Tango Club European Version (álbum)
Bajofondo Tango Club (EU: European Version) Es una reedición del Álbum Tangoclub de la banda argentina-uruguaya Bajofondo originalmente lanzado en noviembre de 2002.
Esta reedición se lanzó en 2003 para su difusión en Europa. En esta reedición se le quitaron las canciones: ''Forma'' , ''Exodo II'' y ''ese cielo azul'' que era un bonustrack del álbum original dejando así trece canciones incluidas mientras que el original poseía dieciséis canciones. Fue publicado por la discográfica Vibra.

## Lista de canciones
| N.º | Título                    | Duración |  |
| 1.  | «Montserrat»              | 5:10     |  |
| 2.  | «En mí»                   | 4:07     |  |
| 3.  | «Los tangueros»           | 5:12     |  |
| 4.  | «Mi corazón»              | 4:25     |  |
| 5.  | «Maroma»                  | 4:45     |  |
| 6.  | «Perfume»                 | 5:26     |  |
| 7.  | «Vacío»                   | 2:48     |  |
| 8.  | «Esperándote»             | 4:13     |  |
| 9.  | «Naranjo en flor»         | 4:38     |  |
| 10. | «Bruma»                   | 6:14     |  |
| 11. | «Duro y parejo»           |          |  |
| 12. | «El sonido de la milonga» | 5:26     |  |
| 13. | «Av. de Mayo»             |          |  |